# Estação Inhaúma
Estação Inhaúma é uma estação da Linha 2 do Metrô do Rio de Janeiro. Localizada na Avenida Pastor Martin Luther King Jr., próxima ao Cemitério de Inhaúma, a estação movimenta pouco mais de 10 mil clientes por dia. O bairro já foi uma importante freguesia rural dos jesuítas.

## Linhas de ônibus
- 946 - Pavuna-Engenho da Rainha
- 627 (ponto final) - Inhaúma-Saens Peña
- 687 - Pavuna-Méier
- 688 - Pavuna-Méier
- 908 - Bonsucesso-Guadalupe
- 711 - Rio Comprido-Rocha Miranda
- 296 - Irajá-Castelo
- 292 - Candelária - Engenho da Rainha
- 680 - Méier-Iapi da Penha
- 492L - Caxias-Engenho da Rainha (Intermunicipal)

## Caminhos próximos
- Escola Municipal Joaquim Ribeiro (12 minutos)
- Cemitério de Inhaúma (4 minutos)
- Clínica da Família Emygdio Alves Costa Filho (13 minutos)
- Norte Shopping (17 minutos)
- Paróquia São Tiago (6 minutos)
- Estrada Velha da Pavuna (11 minutos)
- Escola Adventista (4 minutos)
- Supermercado Guanabara (17 minutos)
- Linha Amarela (11 minutos)
- Escola Municipal Ceará (9 minutos)
- Escola Municipal Barão de Macahúbas (3 minutos)

## Acessos
A estação conta com 2 acessos: 
- Acesso A - Rua Padre Januário
- Acesso B - Cemitério